# Toa
Das Toa, auch Belida-Solor, Sticksword, Topo, ist eine Waffe und ein Werkzeug aus Indonesien. 

## Beschreibung
Das Toa hat eine schwere, breite, einschneidige Klinge. Die Klinge läuft breiter werdend vom Heft zum Ort und hat einen angedeuteten Mittelgrat. Das Heft ist meist gerade und ist mit einer etwa 18 cm langen Zwinge  ausgestattet, die bei Schlägen das hölzerne Heft vor Beschädigungen schützen soll. Das restliche Heft ist aus abwechselnd angeordneten Horn- und Holzstücken konstruiert. Es gibt Versionen, die deutlich von dieser Bezeichnung abweichen und einem in dieser Region gebräuchlichen Schwert ähnlich sehen. Das Toa wird von Bewohnern Indonesiens als Werkzeug und Waffe benutzt. Man unterscheidet zwei Grundformen nach Herkunftsgebiet.

### Inseln Adonara und Solor
Die Toa dieser Bauart sind ähnlich einer breiten Machete geformt. Sie haben meist einen kurzen Klingenrücken, der leicht s-förmig zum Ort läuft. Am Heft ist die Klinge schmal und wird zum Ort hin breiter. Die Schneide ist bauchig. Die Klingenbreite beträgt etwa 8 cm bis 9 cm. Das Heft ist gerade und meist aus Holz und mit eingelegten Ringen aus Horn versehen. Am Übergang vom Heft zur Klinge ist oft eine metallene Zwinge angebracht, die zur besseren Befestigung zwischen Griff und Klinge dient.

### Insel Flores
Die Toa dieser Insel sind im Aussehen eher einem Schwert ähnlich, mit der Besonderheit, dass die Klingen wesentlich größer sind. Die Klinge ist am Heft schmal und verbreitert sich zum Ort. Der Klingenrücken ist kürzer als die Schneide und läuft konkav zum Ort. Manche der Klingen sind aus Parmor-Stahl (eine Art Damaszener Stahl) hergestellt. Die Klingen werden auch von der Insel Sulawesi importiert, wo diese Schwerter ebenfalls gebräuchlich sind. Das Heft besteht aus Holz und ist glatt geschliffen. Am Übergang vom Heft zur Klinge ist oft eine metallene Zwinge angebracht. Das Heft wird vom Klingenbereich zum Knauf hin schmaler und ist oft mit eingelegten Ringen aus Horn oder mit eingeschlagenen Kupfernägeln verziert. Der Knauf besteht aus einer flachen Eisenplatte. Bei manchen Versionen ist der Knauf durchbohrt und mit einem Ring aus Kupfer versehen. Als Dekoration sind dort oft Büschel aus Pferdehaar angebracht. Es gibt auf Flores auch eine kleinere Version, die ein Heft aus Horn hat und „Topo“ genannt wird.